# Pilocarpus microphyllus
Pilocarpus microphyllus, o Pilocarpus jaborandi és una espècie de planta dins del gènere Pilocarpus, és una planta nativa de diversos estats del nord del Brasil.
És un arbust que pot fer fins a 1,5 m d'alt i viu en climes subtropicals.
La producció comercial de l'alcaloide muscarínic pilocarpina deriva totalment de les fulles d'aquesta planta arbustiva. a Espanya figura dins la llista de plantes de venda regulada.